# Bernarda Vásquez Méndez
Bernarda Vásquez Méndez (Costa Rica 3 de febrero de 1918 - 6 de marzo de 2013). Es la primera mujer en emitir el voto en Costa Rica. El 30 de julio de 1950, después de una lucha iniciada en 1923 por La Liga Feminista de Costa Rica, se logró que la constitución de 1949, otorgara a las mujeres costarricenses el derecho al sufragio. 
Vecina de La Tigra de San Carlos, participó del plebiscito para determinar si La Tigra y La Fortuna seguían formando parte del cantón de San Carlos o se unían a San Ramón, pasando a la historia como la primera mujer costarricense en emitir el voto. Fue cuando tenía 27 años, que se acercó a las urnas para abrirle la puerta a miles de mujeres costarricenses para que votaran, levantándose a las 3:00 a. m., para asegurarse de ser la primera mujer electora. Un año antes, el 20 de junio de 1949 la Asamblea Constituyente de Costa Rica otorgó el derecho al voto a la mujer. 
Desde este primer voto se convirtió en una fiel activista en el ejercicio del voto, invitando a las y los costarricenses constantemente para que participaran de cada justa electoral. Declarando en una ocasión para el periódico La Nación: "Lo peor que puede hacer un costarricense es dejar de votar, porque gracias a nuestro sistema político siempre hemos tenido paz y tranquilidad".
Otras mujeres que han abierto camino en Costa Rica pueden ser consultadas en Mujeres sobresalientes en Costa Rica